# Plantegumia flavaginalis
Plantegumia flavaginalis is een vlinder uit de familie van de grasmotten (Crambidae). De wetenschappelijke naam van de soort is voor het eerst gepubliceerd in 1894 door Wilhelm von Hedemann.
De soort komt voor op de Maagdeneilanden.